# Les Cerqueux-sous-Passavant
Les Cerqueux-sous-Passavant és un municipi francès situat al departament de Maine i Loira i a la regió de País del Loira. L'any 2007 tenia 479 habitants.

## Demografia

### Població
El 2007 la població de fet de Les Cerqueux-sous-Passavant era de 479 persones. Hi havia 192 famílies de les quals 52 eren unipersonals (40 homes vivint sols i 12 dones vivint soles), 56 parelles sense fills, 64 parelles amb fills i 20 famílies monoparentals amb fills.
La població ha evolucionat segons el següent gràfic:
Habitants censats

### Habitatges
El 2007 hi havia 238 habitatges, 195 eren l'habitatge principal de la família, 29 eren segones residències i 13 estaven desocupats. 232 eren cases i 4 eren apartaments. Dels 195 habitatges principals, 141 estaven ocupats pels seus propietaris, 51 estaven llogats i ocupats pels llogaters i 3 estaven cedits a títol gratuït; 10 tenien dues cambres, 33 en tenien tres, 49 en tenien quatre i 103 en tenien cinc o més. 173 habitatges disposaven pel capbaix d'una plaça de pàrquing. A 101 habitatges hi havia un automòbil i a 83 n'hi havia dos o més.

### Piràmide de població
La piràmide de població per edats i sexe el 2009 era:
| Homes | Edats   | Dones |
| ----- | ------- | ----- |
| 0     | 95 o +  | 0     |
| 0     | 90 a 94 | 4     |
| 4     | 85 a 89 | 4     |
| 0     | 80 a 84 | 4     |
| 12    | 75 a 79 | 12    |
| 20    | 70 a 74 | 20    |
| 20    | 65 a 69 | 8     |
| 12    | 60 a 64 | 12    |
| 8     | 55 a 59 | 12    |
| 16    | 50 a 54 | 12    |
| 20    | 45 a 49 | 12    |
| 20    | 40 a 44 | 20    |
| 16    | 35 a 39 | 20    |
| 8     | 30 a 34 | 8     |
| 12    | 25 a 29 | 4     |
| 24    | 20 a 24 | 12    |
| 24    | 15 a 19 | 32    |
| 24    | 10 a 14 | 12    |
| 0     | 5 a 9   | 24    |
| 4     | 0 a 4   | 16    |

## Economia
El 2007 la població en edat de treballar era de 270 persones, 208 eren actives i 62 eren inactives. De les 208 persones actives 187 estaven ocupades (111 homes i 76 dones) i 21 estaven aturades (9 homes i 12 dones). De les 62 persones inactives 18 estaven jubilades, 15 estaven estudiant i 29 estaven classificades com a «altres inactius».

### Ingressos
El 2009 a Les Cerqueux-sous-Passavant hi havia 190 unitats fiscals que integraven 477 persones, la mediana anual d'ingressos fiscals per persona era de 14.922 €.

### Activitats econòmiques
Dels 13 establiments que hi havia el 2007, 2 eren d'empreses de construcció, 5 d'empreses de comerç i reparació d'automòbils, 1 d'una empresa de transport, 1 d'una empresa d'hostatgeria i restauració, 1 d'una empresa de serveis, 1 d'una entitat de l'administració pública i 2 d'empreses classificades com a «altres activitats de serveis».
Dels 5 establiments de servei als particulars que hi havia el 2009, 1 era un taller de reparació d'automòbils i de material agrícola, 1 paleta, 1 guixaire pintor, 1 perruqueria i 1 restaurant.
L'any 2000 a Les Cerqueux-sous-Passavant hi havia 36 explotacions agrícoles que ocupaven un total de 1.500 hectàrees.

## Equipaments sanitaris i escolars
El 2009 hi havia una escola elemental.

## Poblacions més properes
El següent diagrama mostra les poblacions més properes.